# سان دييغو سايلز
سان دييغو سايلز هو فريق كرة سلة أمريكي أٌسس عام 1972.